# Serra do Jari
Pour les articles homonymes, voir Jari.
 (septembre 2022).
Si vous disposez d'ouvrages ou d'articles de référence ou si vous connaissez des sites web de qualité traitant du thème abordé ici, merci de compléter l'article en donnant les références utiles à sa vérifiabilité et en les liant à la section « Notes et références ».
La serra do Jari est la partie nord-ouest de la serra do Tumucumaque, appellation brésilienne des monts Tumuc-Humac. Elle marque la frontière sud-ouest avec la Guyane française et sud-est avec le Suriname. Le rio Jari y prend sa source sur son versant sud. L'aire indigène Tumucumaque s'y trouve localisée, le long du Jari, de la frontière surinamaise à l'aval de la cascade Macaé. Elle comporte les points les plus élevés de l'État d'Amapá.